# Mariotto Radi

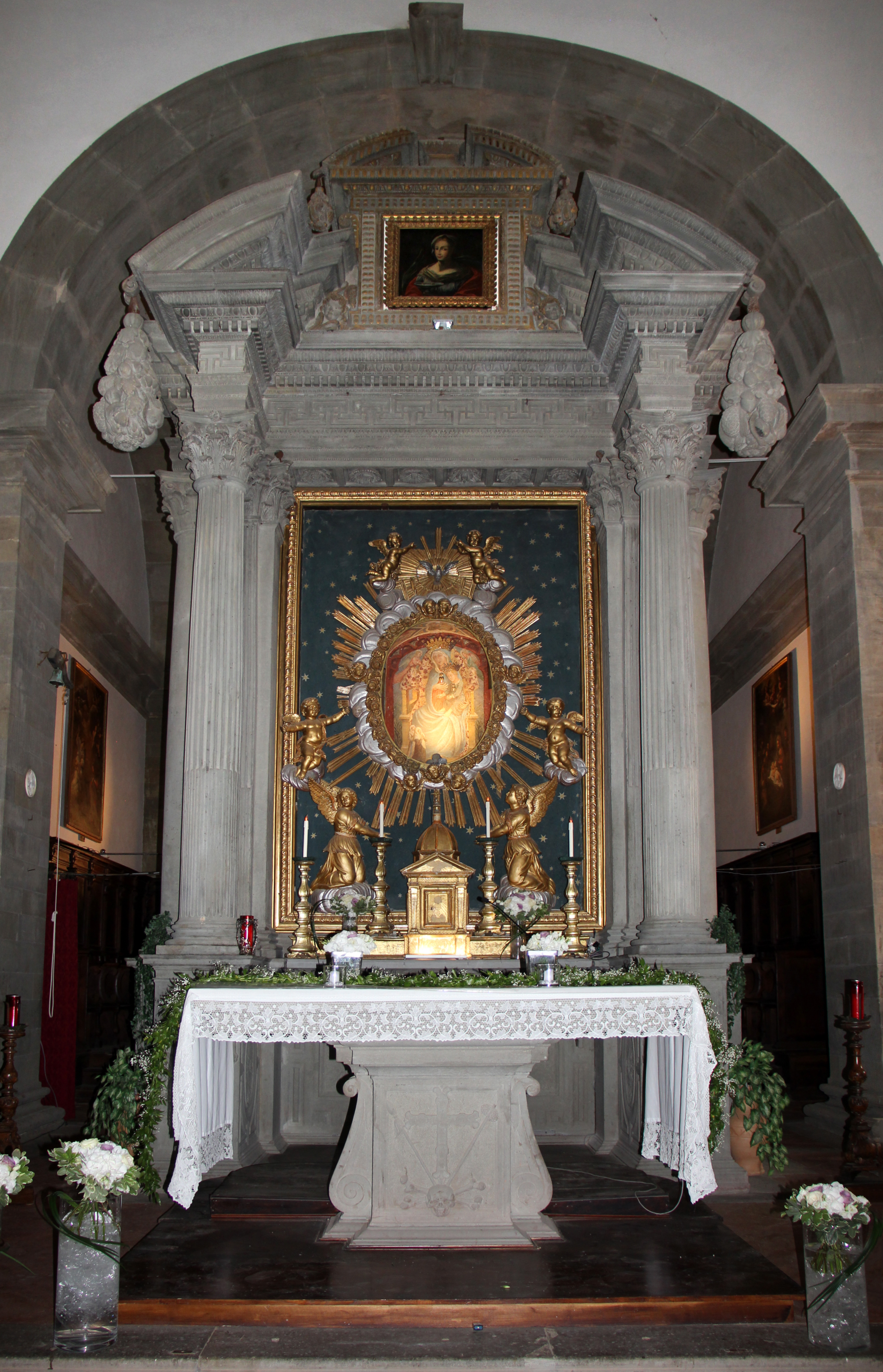
Mariotto Radi, altare maggiore (1595) di Santa Maria Nuova, Cortona

Mariotto Radi (Cortona, ... – 1624) è stato uno scultore, intagliatore e architetto italiano.

## Biografia
Nacque a Cortona da Bernardino Radi, e fu scalpellino e architetto, padre di Bernardino e Agostino, entrambi scultori di area berniniana. Un terzo figlio, Bencivenne, lavorò come architetto per papa Innocenzo X.
A Mariotto è attribuito il progetto del santuario della Madonna dell'Olivo di Passignano sul Trasimeno, dove fu anche autore dell'altare maggiore (1603), come reca l'iscrizione: «Mariottus Radius cortonensis et ingenio et manu incidebat». Tra i suoi lavori, l'altare della chiesa di Santa Maria Nuova a Cortona.